# Michela Pace
Michela Pace, née le 25 janvier 2001 à Gozo, est une chanteuse maltaise. 
Après avoir remporté la première saison de la version maltaise du télé-crochet The X Factor, elle est sélectionnée pour représenter Malte au Concours Eurovision de la chanson 2019 avec la chanson Chameleon. Elle est classée à la 14e place (sur 26) lors de la finale.